# Petang (plaats)
Petang is een bestuurslaag in het regentschap Badung van de provincie Bali, Indonesië. Petang telt 3550 inwoners (volkstelling 2010).